# Різжак юкатанський
Різжа́к юкатанський (Campylorhynchus yucatanicus) — вид горобцеподібних птахів родини воловоочкових (Troglodytidae). Ендемік Мексики.

## Опис
Довжина птаха становить 18 см, вага 31-41 г. Верхня частина голови сірувато-коричнева над очима білуваті "брови". через очі ідуть темно-коричневі смуги, скроні коричнювато-сірі. Плечі і спина темно-коричневі, поцятковані вертикальними білими смужками. Махові пера поцятковані білуватими і тьмяно-чорнувато-коричневими смугами, покривні пера крил тьмяно-чорні, поцятковані білуватими смугами. Хвіст чорнувато-коричний, поцяткований білими смугами. Підборіддя, горло і груди білуваті, поцятковані тонкими темними вертикальними смужками, на грудях вони більш виражені. Боки поцятковані нечіткими смужками, на гузці тьмяно-чорнуваті смужки. Очі червонувато-карі, дзьоб сірувато-чорний, знизу біля основи блідо-сірувато-роговий, лапи темно-сірі. Виду не притаманний статевий диморфізм. У молодих птахів смуги в оперенні менш чіткі, надхвістя поцятковане охристими смугами, очі карі.

## Поширення і екологія
Юкатанські різжаки мешкають в прибережних районах штата Юкатан на півночі Юкатанського півострова, не далі, ніж за кілька кілометрів від моря. Вони живуть в прибережних чагарникових заростях висотою 3-6 м, іноді в заростях кактусів опунцій, рідше на окраїнах верболозів і луків. Зустрічаються парами або невеликими сімейними зграйками. Ймовірно, живляться безхребетними.
Гніздування у юкатанських різжаків триває з травня по липень. Гніздо має яйцеподібну форму з бічним входом, робиться парою птахів з трави, розміщується на висоті 2-3 м над землею, на краю мангрових заростей Avicennia germinans. В кладці 3 яйця.

## Збереження
МСОП класифікує стан збереження цього виду як близький до загрозливого. За оцінками дослідників, популяція юкатанських різжаків становить від 20 до 50 тисяч дорослих птахів. Їм загрожує знищення природного середовища.